# 秋山教家
秋山 教家（あきやま のりいえ）は、戦国時代の武将。大和国秋山城主。

## 略歴
大和秋山氏は大和宇陀郡の有力国人。芳野氏・沢氏と共に宇陀三将の一角に数えられる。
永禄5年（1562年）、教興寺の戦いでは畠山高政に属して三好長慶と戦うが敗れた。
『勢州軍記』の「秋山謀叛事」によると、教家は三好氏の婿として権勢を奮い、北畠具教の命に従わなかったため、永禄年間の初め頃に居城・神楽岡城を攻められ、父は北畠氏に人質に取られ、教家自身も病死したという。また、教家が三好氏に近づいたのは教興寺の戦いの後と思われる。
教家の死後、家督は弟・直国が継いだという。